# Banco de Japón
El Banco de Japón (日本銀行 Nippon Ginko?) es el banco central de Japón.

## Historia
Como la mayoría de instituciones japonesas, el Banco de Japón nació tras la Restauración Meiji.  Antes de la Restauración, el sistema feudal tradicional de Japón hacía que cada región controlara su propio dinero, creando un conjunto incompatible, pero el Acta de Nueva Moneda de Meiji 4 (1871) acabó con el viejo sistema y estableció el yen como la nueva divisa decimal. En Meiji 15 (1882) obtuvo definitivamente el monopolio del control del suministro de dinero.
El Banco de Japón emitió sus primero billetes en Meiji 18 (1885), y a pesar de algunos pequeños fallos —por ejemplo, el polvo añadido a los billetes para prevenir su falsificación los convirtió en un manjar para las ratas— su funcionamiento fue un éxito. En 1897 Japón se unió al Patrón oro y en 1899 se eliminaron los billetes no emitidos por el banco central.
El Banco de Japón ha seguido con su labor desde entonces, con la excepción de la ocupación del archipiélago tras la Segunda Guerra Mundial por los aliados, cuando se emitió moneda militar y se reestructuró el banco hacia un organismo más independiente. Sin embargo a pesar de la reforma de la Ley del Banco de Japón (日本銀行法) en 1997 en un intento de restarle dependencia, esta sigue siendo aún hoy insuficiente. Se observa un alto grado de dependencia estatal en la propia Ley, artículo 4 de la misma que afirma:

En reconocimiento del hecho de que la moneda y control monetario es un componente fundamental de la política económica, el Banco de Japón deberá mantener un contacto cercano  con el gobierno y ministerio de economía, de esta manera la moneda y el control monetario y la postura del gobierno en materia de política económica pueda ser mutuamente armoniosa.

## Funciones

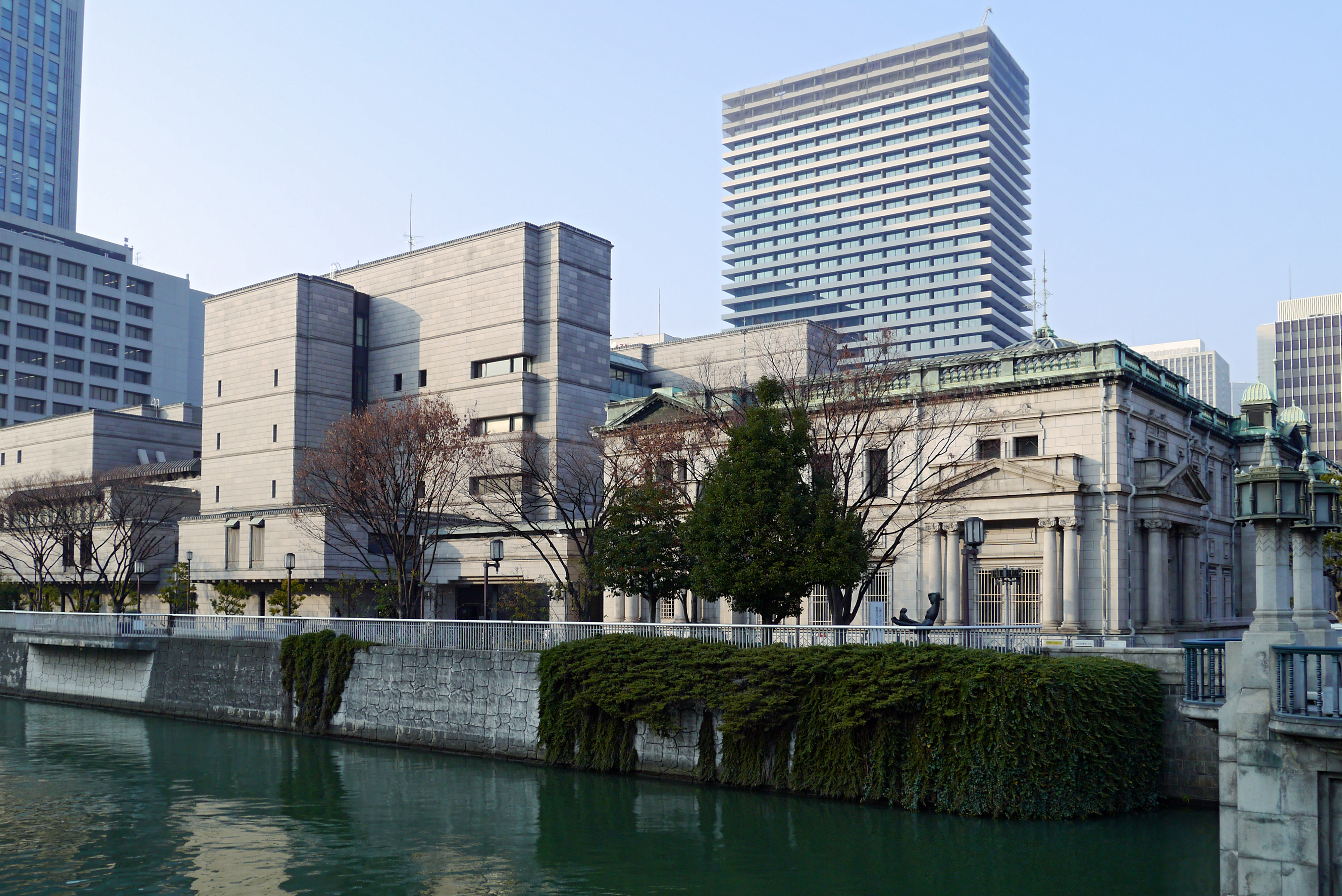
El banco de Japón, sucursal de Osaka.

De acuerdo con sus estatutos, las funciones del Banco de Japón son:
- Expedición y mantenimiento de los billetes nacionales
- Aplicación de la política monetaria
- Proveer efectivo y asegurar la estabilidad del sistema financiero nacional
- Tesoro público y la seguridad financiera del gobierno en sus operaciones relacionadas con este
- Actividades internacionales
- Recopilar datos, Análisis económicos y actividades de investigación
- Devaluar la moneda nacional para combatir las tasas de inflación y generar la atracción de inversiones extranjeras
- Hacer tratados de libre comercio con el resto del continente asiático para promover la creación de un bloque económico, (el cual pueda desarrollarse más que la Unión Europea a criterio propio por supuesto).

## Localización
El Banco de Japón tiene su sede en Nihonbashi, Tokio, en la antigua casa de acuñación del oro (la Kinza) y, no fortuitamente, cerca el famoso distrito de Ginza, cuyo nombre significa "casa de la plata". A pesar de los rasgos del edificio neobarroco de la sede de toqui de 1896 diseñado por Tatsuno Kingo, la sucursal de Osaka en Nakanoshima, en un sitio mucho mejor colocado, esta generalmente aceptado como el símbolo del banco y ha generado un mayor reclamo turístico.

## Gobernadores
El gerente máximo del banco (総裁, sōsai) posee una considerable influencia en la política económica del gobierno nipón. Toshihiko Fukui sustituyó a Masaru Hayami como gobernador del Banco de Japón en marzo de 2003.

### Gobernadores
1. Shigetoshi Yoshihara (6 Oct 1882 – 19 Dic 1887)
2. Tetsunosuke Tomita (21 Feb 1888 – 3 Sep 1889)
3. Koichiro Kawada (3 Sep 1889 – 7 Nov 1896)
4. Yanosuke Iwasaki (11 Nov 1896 – 20 Oct 1898)
5. Tatsuo Yamamoto (20 Oct 1898 – 19 Oct 1903)
6. Shigeyoshi Matsuo (20 Oct 1903 – 1 Jun 1911)
7. Korekiyo Takahashi (1 Jun 1911 – 20 Feb 1913)
8. Yataro Mishima (28 Feb 1913 – 7 Mar 1919)
9. Junnosuke Inoue (13 Mar 1919 – 2 Sep 1923)
10. Otohiko Ichiki (5 Sep 1923 – 10 de mayo de 1927)
11. Junnosuke Inoue (10 de mayo de 1927 – 1 Jun 1928)
12. Hisaakira Hijikata (12 Jun 1928 – 4 Jun 1935)
13. Eigo Fukai (4 Jun 1935 – 9 Feb 1937)
14. Seihin Ikeda (9 Feb 1937 – 27 Jul 1937)
15. Toyotaro Yuki (27 Jul 1937 – 18 Mar  1944)
16. Keizo Shibusawa (18 de marzo de 1944 – 9 de octubre de 1945)
17. Eikichi Araki (9 de octubre de 1945 – 1 de junio de 1946)
18. Hisato Ichimada (1 de junio de 1946 – 10 de diciembre de 1954)
19. Eikichi Araki (11 de diciembre de 1954 – 30 de noviembre de 1956)
20. Masamichi Yamagiwa (30 de noviembre de 1956 – 17 de diciembre de 1964)
21. Makoto Usami (17 de diciembre de 1964 – 16 de diciembre de 1969)
22. Tadashi Sasaki (17 de diciembre de 1969 – 16 de diciembre de 1974)
23. Teiichiro Morinaga (17 de diciembre de 1974 – 16 de diciembre de 1979)
24. Haruo Maekawa (17 de diciembre de 1979 – 16 de diciembre de 1984)
25. Satoshi Sumita (17 de diciembre de 1984 – 16 de diciembre de 1989)
26. Yasushi Mieno (17 de diciembre de 1989 – 16 de diciembre de 1994)
27. Yasuo Matsushita (17 de diciembre de 1994 – 20 de marzo de 1998)
28. Masaru Hayami (20 de marzo de 1998 – 19 de marzo de 2003)
29. Toshihiko Fukui (20 de marzo de 2003 – 19 de marzo de 2008)
30. Masaaki Shirakawa (20 de marzo de 2008 – 19 de marzo de 2013)
31. Haruhiko Kuroda (20 de marzo de 2013 - 9 de abril de 2023)
32. Kazuo Ueda (10 de abril de 2023*)